# Kamener Hügelland
Das Kamener Hügelland ist eine flachwellige Hügellandschaft im Norden der Landkreise Unna und Soest sowie im Süden der kreisfreien Stadt Hamm in Westfalen. Ferner umfasst es die separiert stehende Derner Höhe im Norden Dortmunds.
Das Kern-Hügelland zwischen Bergkamen und Welver erreicht an mehreren Stellen knapp 100 m und bleibt damit nur minimal hinter der Derner Höhe zurück. Es teilt sich auf in die Bergkamener Höhen im Westen und die Braamer Höhen im Osten, wobei die Trennlinie nah der Eisenbahnlinie (Unna–)Bönen–Hamm verläuft. Überragt werden die natürlichen Erhebungen durch Halden, allen voran die Halde Großes Holz (148,1 m) im Nordwesten der Bergkamener Höhen. Nördlich der östlichen Braamer Höhen sind ferner die Halde Sundern und die Kissinger Höhe zu nennen.

## Naturräumliche Gliederung
Das Kamener Hügelland gliedert sich wie folgt:
- zu 542 Hellwegbörden
  - 542.0 Kamener Hügelland
    - 542.00 Derner Höhe
    - 542.01 Bergkamener Höhen
    - 542.02 Braamer Höhen

## Umgebende Naturräume
Folgende, im Uhrzeigersinn aufgezählten, benachbarten Naturräume umschließen den Kern-Höhenzug mit den Bergkamener Höhen im Westen und den Braamer Höhen im Osten:
- Mittleres Lippetal der Lippe nebst Seitenkanal (nördliche Richtungen von Westen bis Osten)
- Geseker Unterbörde (äußerster Osten)
- Soester Unterbörde (Osten bis Süden)
- Kamener Flachwellenland entlang der Seseke (Süden bis Westen)

Das Mittlere Lippetal gehört zur Haupteinheit Kernmünsterland, alle anderen Nachbarlandschaften gehören ebenfalls zu den Hellwegbörden.

## Flüsse
Der Kern-Höhenzug wird im Süden und Südwesten von der Seseke flankiert, die in westliche bis nordwestliche Richtungen der Lippe zufließt. Die letztgenannte flankiert, zusammen mit dem südlich parallelen Datteln-Hamm-Kanal, auch den äußersten  Nordwesten der Bergkamener Höhen, deren Norden vom Beverbach nördlich in Ost-West-Richtung begleitet wird. Der äußerste Norden und Nordosten der Braamer Höhen schiebt sich wiederum bis unmittelbar vor die Lippe nebst Seitenkanal.
Die Braamer Höhen werden von der Ahse, die das Gebiet unmittelbar nach ihrer Vereinigung mit Rosenaue und Schledde durchfließt, in zwei Segmente zerteilt. Das südwestliche, größere der beiden Segmente wird durch die linken, von Soest und Werl aus Süden kommenden Ahse-Nebenflüsse Soestbach und Salzbach weiter segmentiert.

## Höhenprofil
Die höchste natürliche Erhebung der Bergkamener Höhen stellt mit 91,4 m der Galgenberg südöstlich Bergkamens dar, während die höchste Erhebung der Braamer Höhe – ein Rücken zwischen Bönen und Rhynern, der östlich Bönens 98,7 m und südlich Rhynerns noch 97,3 m erreicht, wobei sein Kamm durchgehend über 93 m bleibt – deren Westen einnimmt.
Im nächstöstlichen Segment zwischen Salz- und Soestbach werden an der Klotingerheide westlich Klotingens immerhin noch 98,2 m angenommen. Östlich des Soestbaches wird die Landschaft dann etwas flachwelliger. Zwar werden nah der Borgeler Linde im Nordosten Borgelns, am Südostrand der Braamer Höhen, 94,4 m angenommen, doch ist, in südöstlicher Nachbarschaft, die Soester Oberbörde im Norden von Soest rund 10 m höher.
Das nordöstlichste, im in Nord-Süd-Richtung schmalen Raum zwischen Ahse und Lippe gelegene Segment erreicht am Dinkerberg nordöstlich von Dinker 91,3 m.

## Orte
Die folgenden, von Westen nach Osten sortierten Gemeinden liegen auf dem Gebiet von Bergkamener und Braamer Höhen (in Klammern die Landkreiskürzel UN und SO):
- Bergkamen (UN) und der Norden Kamens (UN)
- Hamm (Süden) und Bönen (außer dem Süden, UN)
- Welver (außer dem äußersten Süden, SO)
- Lippetal (äußerster Süden um Oestinghausen, SO)